# Оверстратен, Вар ван
Эдуа́рд ван Оверстра́тен (нидерл. Eduard van Overstraeten), более известный как Вар ван Оверстра́тен (нидерл. War van Overstraeten; 8 мая 1891, Веттерен, Бельгия — 9 февраля 1981, Брюгге, Западная Фландрия, Бельгия) — бельгийский политический деятель, один из основателей Коммунистической партии Бельгии; в дальнейшем — художник, основоположник анимизма.

## Биография
Родился 8 мая 1891 года в городке Веттерен в Восточной Фландрии в семье чиновника ведомства мостов и дорог. Уже в юном возрасте переехал в Брюссель к своей бабушке, где и окончил среднюю школу. В возрасте 16 лет начал работать на различных должностях, одновременно обучаясь на вечерних курсах Академии изящных искусств. После начала Первой мировой войны был призван в армию, ранен, комиссован, после чего оказался на оккупированной германскими войсками территории Бельгии. Под псевдонимом «Ван-Кампин» сотрудничал в анархистских периодических изданиях, общался с фламандскими националистами. В конце войны вступил в Молодую социалистическую гвардию — молодёжную организацию Бельгийской рабочей партии. В 1918 году выступил в поддержку революции в России и за прекращение войны, что шло вразрез с позицией большинства Бельгийской рабочей партии.
В середине 1919 брюссельская организация молодёжи основала ежемесячник «Le Socialisme» (с фр. — «Социализм»), выходивший также на фламандском языке, руководителем которого был Оверстратен. В начале 1920 произошёл раскол Молодой социалистической гвардии, большинство которого под руководством Оверстратена сорганизовалось в коммунистическую группу и примкнуло к Коммунистическому интернационалу. В августе 1920 года был единственным представителем Бельгии на Втором конгрессе Коммунистического интернационала в Петрограде, где его организация получила международное признание. По возвращении на родину выступил резко против «центризма» и «оппортунизма» большинства в Бельгийской рабочей партии. В 1921 году на Третьем конгрессе Коммунистического интернационала в июне — июле 1921 года был избран в состав его Исполнительного комитета от Бельгии; там же познакомился со Львом Троцким и стал его горячим сторонником.
После возвращения в Бельгию, в сентябре 1921 года организовал съезд по созданию Коммунистической партии Бельгии, где группа Оверстатена объединилась с группой Жозефа Жакмотта из Бельгийской рабочей партии. Оверстратен был на нём основным оратором и был избран первым председателем исполнительного комитета её национального бюро. На съезде было также подтверждено участие новой партии в Коммунистическом интернационале. В 1923 году был избран на конгресс Коммунистического интернационала в германском Эссене, где выступил против оккупации Рура войсками Антанты по итогам Первой мировой войны, что дало повод бельгийскому правительству арестовать Оверстратена и трёх его товарищей по обвинению в государственной измене. С марта по июль 1923 года находился в заключении, но в результате был оправдан в суде. В 1924 году Жозеф Жакмотт сменил Оверстратена на посту представителя Бельгии в Исполнительном комитете Коммунистического интернационала. В 1925 году был одним из первых коммунистов Бельгии, избранных в Палату представителей страны. В 1927 году выступил против политики Иосифа Сталина и в поддержку Льва Троцкого и Григория Зиновьева, в чём его поддержало большинство партии. Однако, уже в 1928 году ситуация изменилась, большинство партии заняло противоположную позицию, а сам Оверстратен был исключён из созданной им партии.
В 1930 году отошёл от политической деятельности и стал профессионально заниматься живописью. Сначала Оверстратен работал в стиле экспрессионизм, но потом разработал собственный подход, в котором внутренний мир и тишина играли главную роль. С 1931 по 1935 годы жил в Испании. Во время Второй мировой войны находился в оккупированной нацистскими войсками Бельгии и был одним из немногих фламандских художников, сотрудничавших с нацистами в области искусства. После войны жил во Франции — в Провансе и Бретани, с 1961 по 1974 годы — в Волюве-Сен-Ламбере, с 1974 года и до смерти в 1981 году — в Брюгге. 
У Вара ван Оверстратена есть религиозные работы, пейзажи и городские пейзажи. Его картины находятся в собраниях многих музеев:
- Брюссель, Королевский музей изящных искусств Бельгии.
- Антверпен, Королевский музей изящных искусств.
- Гент, музей изобразительных искусств.
- Брюгге, Музей Грунинге.
- Шарлеруа, Музей изящных искусств.
- Остенде, Провинциальный музей современного искусства.

Эдуард ван Оверстратен — единственный бельгийский коммунист, биография которого была помещена в отдельную статью в первом издании Большой советской энциклопедии.